# Teloxys aristata
Teloxys aristata, syn. Chenopodium aristatum — вид квіткових рослин родини щирицевих (Amaranthaceae).

## Біоморфологічна характеристика
Це однорічна рослина 5–30 см заввишки. Гілки суцвіття закінчуються колючкоподібними остями (шипиками). Квітки поодинокі, сидячі, 5-члені. 

## Поширення
Росте у Євразії від України до сходу Китаю.
В Україні вид росте на пісках, оголеннях, бур'янах — у Лівобережному Степу, рідко (Біловодськ).